# Bounphak Inthapanya
Bounphak Inthapanya là một chính trị gia người Lào. Ông là đảng viên Đảng Nhân dân Cách mạng Lào. Ông là đại biểu của Quốc hội Lào cho tỉnh Sainyabuli (Khu vực 7).